# جیمی مک‌لین

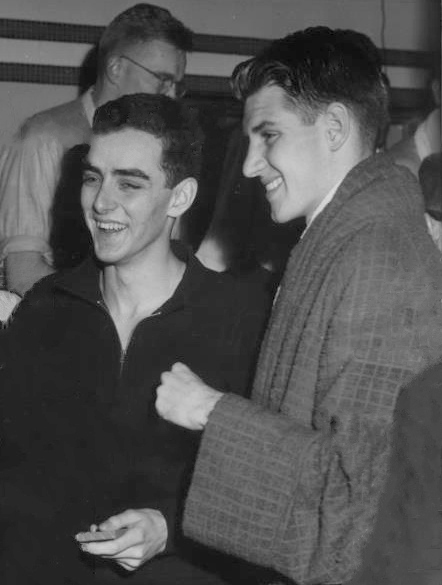
جیمی مک‌لین در سمت چپ تصویر

جیمز پرایس "جیمی" مک‌لین (به انگلیسی: James Price "Jimmy" McLane, Jr.) (زادهٔ ۱۳ سپتامبر ۱۹۳۰) شناگراهل کشور ایالات متحده آمریکا است.